# Eva Kerbler
Eva Renata Kerbler (* 2. Jänner 1933 in Wien) ist eine österreichische Schauspielerin.

## Leben
Eva Kerbler erhielt nach dem Kinderballett ihre schauspielerische Ausbildung 1947 am Max Reinhardt Seminar in Wien. 1949 wurde sie vom Theater in der Josefstadt engagiert, 1950/51 spielte sie an den Münchner Kammerspielen, 1951/52 am Wiener Volkstheater und 1952 bis 1954 wieder am Theater in der Josefstadt. 1952 gastierte sie am  Wiener Burgtheater und 1955 am Berliner Renaissance-Theater.
Sie war in den 50er Jahren mit dem Schauspieler Heinz Ehrenfreund verheiratet. Das Ehepaar hat zwei gemeinsame Söhne.
Kerbler trat 1955 zum Judentum über. Im Jahr 1962 wanderte sie nach Israel aus, wo sie im Habimah-Theater tätig war. Im Jahr 1968 kehrte sie nach Wien zurück und spielte wieder am Wiener Burgtheater und am Theater in der Josefstadt. Von 1980 bis 1990 lebte sie in der Schweiz.
Sie spielte mit Schauspielgrößen wie Willi Forst, Hans Moser, Gustaf Gründgens, Heinz Rühmann, Ernst Haeusserman und Assi Dajan.

## Filmografie (Auswahl)
- 1952: Hannerl
- 1952: Seesterne
- 1953: Heute nacht passiert’s
- 1954: Dieses Lied bleibt bei dir
- 1954: Columbus entdeckt Krähwinkel
- 1956: Rosen für Bettina
- 1956: Santa Lucia
- 1956: Kleines Zelt und große Liebe
- 1969: Die Ratten
- 1969: Das weite Land (TV-Film)
- 1979: Berggasse 19
- 1983: Kottan ermittelt – (Teil 14–19 als „Elvira Markl“)